# Fyra psalmer
Fyra psalmer fritt efter gamla norska kyrkomelodier (norska: Fire Salmer frit efter gamle norske Kirkemelodier), op. 74, oftast kallade Fyra psalmer (norska: Fire Salmer), är en samling stycken för blandad kör a capella och barytonsolist, komponerade av den norske romantiske kompositören Edvard Grieg (1843-1907). Verket, som blev kompositörens sista, skrevs 1906 och gavs ut året därpå. Kompositionerna bygger, som flera av Griegs tidigare verk, på folkmusikaliskt material ur Ludvig Mathias Lindemans samling Ældre og nyere Norske Fjeldmelodier.

## Bakgrund
Tre av psalmerna (nr. 2-4) tillkom i Griegs hem Troldhaugen i Bergen sommaren 1906. Styckena var tänkta som en fortsättning på hans tidigare Album för manskör (norska: Album for Mandssang), op. 30. Den sista psalmen (Hvad est du dog skjøn) komponerades samma höst på Hotel Westminster i Kristiania, där Grieg bodde i perioder under 1905 och 1906. Arbetet komplicerades av kompositörens allt mer sviktande hälsa, andningssvårigheter, sömnsvårigheter och hallucinationer.  Manuskriptet sändes till förläggaren Edition Peters i mars 1907 och reviderades slutligen i augusti samma år. När verket publicerades månaden därefter, i september 1907, var Grieg död.
Verket tillägnades hans gode vän och avlägsne släkting, prästen Johann A. Budtz Christie i Hardanger och är ett av kompositörens få sakrala verk.
| ”                                                                                 | Det kan jag väl få lov att säga, att även om jag inte tror på samma bokstäver som du, tror jag dock fullt och fast på samma kärlekens ande. Allt är skapat till det goda, och kärleken har aldrig visat sig så hel som genom Honom, vars fest vi nu ska fira. | „ |
| – Edvard Grieg, i en julhälsning till Johann A. Budtz Christie, 14 december 1881. | |   |

Griegs relation till kyrkan och den rådande pietismen hade dock gradvis försämrats, och han kom att utveckla en misstro till den maktarrogans han tyckte sig se hos kyrkan och dess män.
Texterna i Fyra psalmer är på danska, och de tre första (nr. 1-3) också författade av danska psalmförfattare. Vid tiden för psalmtexternas tillkomst var Danmark och Norge i union, och danska var det officiella språk som användes inom kyrkan och statsförvaltningen. Ett skriftnära uttal av det danska skriftspråket användes både som prediko- och undervisningsspråk i Norge ända fram till slutet av 1800-talet. I enlighet med denna språktradition är det uppförandepraxis att sjunga Fyra psalmer med norskt uttal, utom i Danmark, där danskt uttal används. En tysk översättning till första utgåvan år 1907 gjordes av Cläre Mjöen. En engelsk utgåva med översättningar av Percy Grainger publicerades av Edition Peters 1925.
Paralleller har dragits mellan Fyra psalmer och ett av den tyske samtida kompositören Johannes Brahms' sista kompositioner, Vier ernste Gesänge, op. 121. Grieg hyste stor respekt för Brahms, som hade avlidit nästan tio år tidigare.
Med sin djärva harmonik, växlande dynamik, stora tonomfång, rytmik, fria stämföring och starka musikaliska uttryck, betraktas Fyra psalmer som ett av kompositörens mästerverk.
| ”                                                                                   | Ännu en sista gång är det norsk folkmusik som förlöser den kraft som låg bunden i hans väsen. Ännu en sista gång är det den som är medlet varmed Grieg kan ge oss bud om en inre rikedom, inre skönhet och kraft. Ännu en sista gång är det mötet mellan den norska folksjälen och alla dess dolda krafter som så att säga driver fram den skönaste och rikaste blomsterprakt i Griegs konst. Invid de främsta verken från hans rikaste skaparperioder, uppvisar de fyra psalmerna en stegring i den konstnärliga kraften, en större fördjupning i ämnet, en ännu mer mångfaldig belysning av materialet och en rikare differentiering av uttrycksmedlen. | „ |
| – David Monrad Johansen, i sin bok Edvard Grieg (Gyldendal Norsk Forlag, Oslo 1934) | |   |

## Innehåll

### Hvad est du dog skjøn(nr. 1)
Text av den danske biskopen och psalmförfattaren Hans Adolph Brorson (1694-1764). Stycket rör sig fritt mellan dur- och molltonalitet i en dansant rytmik i körstämmorna (i moll) med kortare, infogade solistinsatser (i dur). Efter de tre stroferna återkommer första strofen i harmoniskt och dynamiskt utökad form (Hvad est du dog sjön) med en dramatisk höjdpunkt i Du aller lifligste Guds Søn varefter den dansanta rytmen i körstämmorna (nu i dur) återkommer, med infogad solistinsats (nu i moll). Avslutningen (Alt hvad jeg har) utgörs av en harmonisk utvikning i fortissimo, som i ett diminuendo och tvetydig harmonik leder fram till det avslutande A-durackordet.

### Guds Søn har gjort mig fri(nr. 2)
Text av den danske biskopen och psalmförfattaren Hans Adolph Brorson (1694-1764). Stycket skrevs först i A-dur, men transponerades i en senare revision av kompositören till B-dur. Psalmen består av tre strofer. Mittstrofen sjungs av barytonsolo till ackompanjemang av herrstämmorna. En särskild harmonisk spänning skapas här, då solisten sjunger i rådande durtonart (B-dur), medan kören sjunger i motsvarande molltonart (b-moll). Detta har tolkats i termer om spänning mellan motsättningarna trosvisshet och tvivel, mellan den frälsta själen och världsliga bekymmer, eller mellan det kollektiva och det enskilda religiösa uttrycket. Psalmen avslutas i samstämmig B-dur. (Mitt Hjerte i mig ler / Når jeg min Grav beser)

### Jesus Kristus er opfaren(nr. 3)
Text av den danske kyrkoherden och psalmförfattaren Hans Thomissøn (1532-1573), baserad på en himmelsfärdspsalm av Martin Luther. Stycket skrevs först i fiss-moll, men transponerades i en senare revision av kompositören till g-moll. Kompositionen är en växelsång mellan barytonsolisten och kören.

### I Himmelen, i Himmelen(nr. 4)
Text av den svenske kyrkoherden och psalmförfattaren Laurentius Laurentii Laurinus (1573-1655), som även är publicerad i Den svenska psalmboken som SvPs 169 (I himmelen, i himmelen). Psalmen översattes till danska av den norske prästen Magnus Brostrup Landstad år 1861. Melodin är en folkmelodi från Hitterdal i Norge. Stycket skrevs först i C-dur, men transponerades i en senare revision av kompositören till den mer "transcendentala" tonarten Ciss-dur. I Himmelen, i Himmelen finns också i en sättning för manskör och bassolist, daterat den 14 september 1906.